# ساربان (آلبوم)
ساربان نام یک آلبوم موسیقی اثر مهرداد کاظمی، هنرمند ایرانی است که در سبک موسیقی سمفونیک ایرانی تهیه و با ارکستر سمفونیک تهران اجرا شده و دارای ۶ آهنگ کلامی و ۲ آهنگ بدون کلام است.

## عوامل
- آهنگساز: حسن ریاحی
- رهبر ارکستر:نادر مرتضی پور
- خواننده: مهرداد کاظمی
- اجرا: گروه کر و ارکستر سمفونیک تهران - پاییز ۱۳۶۶

## شرح آلبوم
قطعه «ای ساربان» از جمله کارهای خاطره‌انگیز مهرداد کاظمی در اولین سال‌های پس از انقلاب اسلامی ایران بود که باعث شناخت بیشتر صدا و آواز وی در بین علاقه‌مندان موسیقی سنتی ایرانی و شهرتش شد. آهنگ «ای ساربان» همچنین معروفترین اجرای این خواننده می‌باشد.

### فهرست آهنگ‌ها
- ساربان[۱]
- ای عاشقان
- صبح امید
- مرغ باغ ملکوت
- فرخنده شب
- آهوی وحشی[۲]

## ساربان
متن غزل «ای ساربان» سروده سعدی:
| ای ساربان آهسته ران کآرام جانم می‌رود        |  | وآن دل که با خود داشتم با دلستانم می‌رود  |
| من مانده‌ام مهجور از او سرگشته و رنجور از او |  | گویی که نیشی دور از او در استخوانم می‌رود |
| گفتم به نیرنگ و فسون پنهان کنم ریش درون     |  | پنهان نمی‌ماند که خون بر آستانم می‌رود     |
| محمل بدار ای ساربان تندی مکن با کاروان      |  | کز عشق آن سرو روان گویی روانم می‌رود      |
| او می‌رود دامن کشان من زهر تنهایی چشان       |  | دیگر مپرس از من نشان، کز دل نشانم می‌رود  |
| برگشت یار سرکشم بگذاشت عیش ناخوشم           |  | چون مجمری پرآتشم کز سر دُخانم می‌رود       |
| با آن همه بیداد او وین عهد بی‌بنیاد او       |  | در سینه دارم یاد او یا بر زبانم می‌رود    |
| بازآی و بر چشمم نشین ای دلستان نازنین       |  | کآشوب و فریاد از زمین بر آسمانم می‌رود    |
| شب تا سحر می‌نغنوم و اندرز کس می‌نشنوم        |  | وین ره نه قاصد می‌روم کز کف عنانم می‌رود   |
| گفتم بگریم تا ابل چون خر فروماند به گل      |  | وین نیز نتوانم که دل با کاروانم می‌رود    |
| صبر از وصال یار من برگشتن از دلدار من       |  | گر چه نباشد کار من هم کار از آنم می‌رود   |
| دررفتن جان از بدن گویند هر نوعی سخن         |  | من خود به چشم خویشتن دیدم که جانم می‌رود  |
| سعدی فغان از دست ما لایق نبود ای بی‌وفا      |  | طاقت نمی‌ارم جفا کار از فغانم می‌رود.      |

## اجراهای دیگر
آهنگ «ای ساربان» در طول سالیان توسط خوانندگان مشهور بسیاری در ایران، افغانستان، تاجیکستان و ازبکستان اجرا شده‌است که حدود ۱۸ اجرای آن معروف است. خوانندگان: محمدرضا شجریان، علیرضا افتخاری، شهرام ناظری، عبدالحسین مختاباد، سالار عقیلی، عبدالوهاب شهیدی، معین، گلپا، الهه، گیتی، نغمه غلامی، محسن کرامتی، سپیده رئیس سادات، صدیق تعریف از ایران، عبدالرحیم ساربان و احمد ظاهر از افغانستان و Botir Zokirov از ازبکستان نیز این از اجرا کنندگان این غزل زیبای سعدی می‌باشند.